# حارة الصرم (صنعاء)

تعديل مصدري - تعديل

الصرم هي إحدى حارات حي القابل بمدينة الروضة شمال العاصمة اليمنية "صنعاء"، بلغ تعداد سكانها 245 نسمة حسب تعداد اليمن لعام 2004.